# Języki w Gruzji
Urzędowym językiem w Gruzji jest język gruziński, który oficjalnie jest językiem ojczystym dla 87,6% ludności kraju. Ponadto w kraju obecne są języki kaukaskie (np. abchaski), indoeuropejskie (np. ormiański), turkijskie (np. azerbejdżański) i semickie (np. asyryjski).

Gruzja na mapie grup etnolingwistycznych Kaukazu

| Język                                           | 2014      |
| ----------------------------------------------- | --------- |
| gruziński (w tym megrelski, lazyjski i swański) | 3 254 852 |
| rosyjski                                        | 45 920    |
| azerbejdżański                                  | 231 436   |
| ormiański                                       | 144 812   |
| abchaski                                        | 272       |
| osetyjski                                       | 5 698     |
| inny                                            | 30 742    |
| nieznany                                        | 72        |
| razem                                           | 3 713 804 |

### Język gruziński

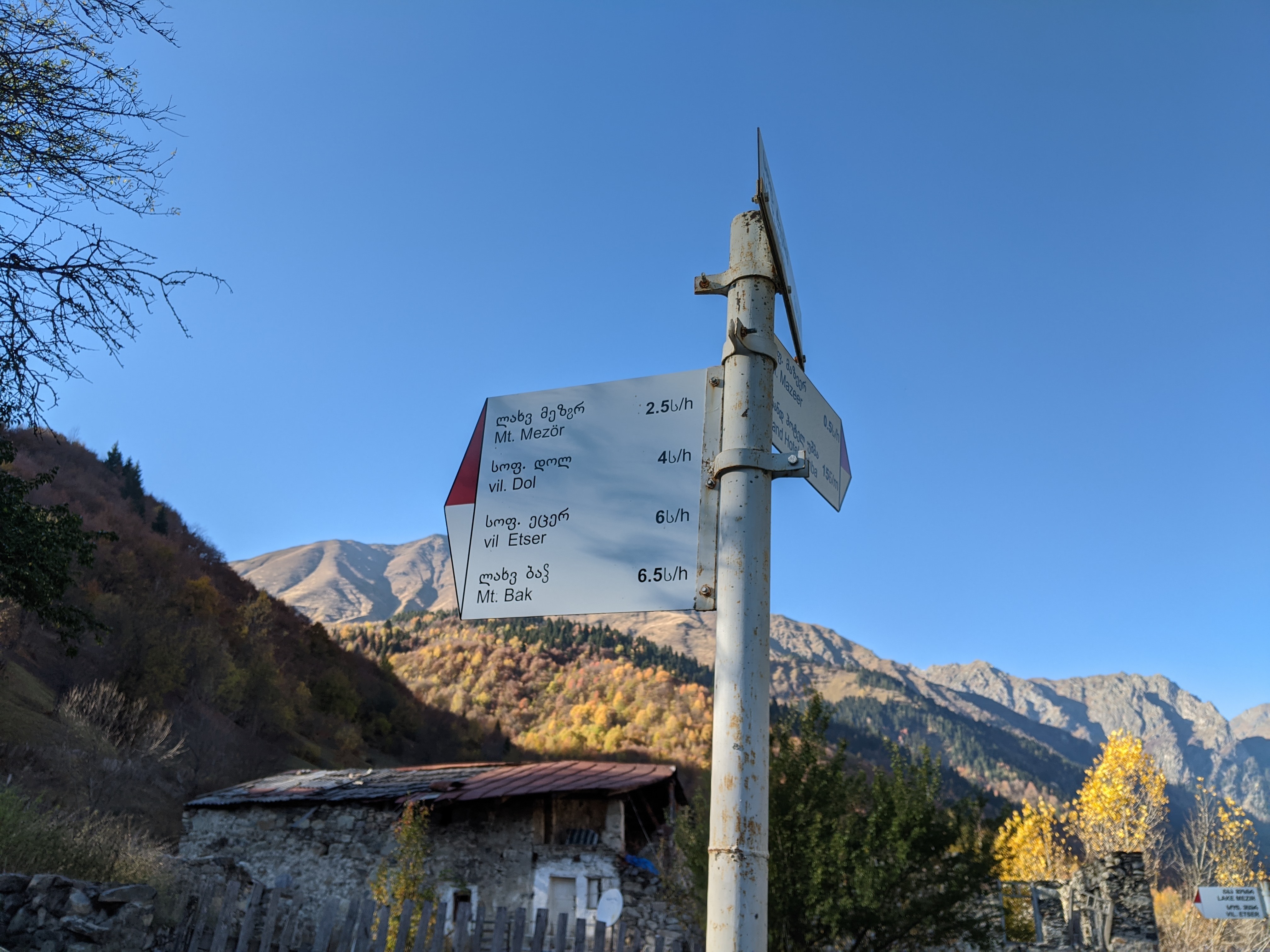
Znak drogowy w języku swańskim we wsi Twebiszi

## Języki kartwelskie

### Inne
Poza językiem gruzińskim w Gruzji obecne są także inne języki kartwelskie – lazyjski, megrelski i swański. Nie są one jednak uwzględniane w spisach narodowych, ponieważ mimo zdania językoznawców, że są one osobnymi językami, władze Gruzji traktują je jak dialekty gruzińskiego. Gruzini posługujący się gruzińskim mają jednak problemy ze zrozumieniem rodaków posługujących się np. megrelskim czy swańskim. Języki te nie są obecne w edukacji.

## Języki indoeuropejskie

### Rosyjski
Językiem rosyjskim w Gruzji posługuje się 1,2% populacji. Jest on też językiem Rosjan – ponad połowy (51,6%) wszystkich gruzińskich imigrantów.
Język rosyjski odgrywał ważną rolę w czasach, gdy Gruzja wchodziła w skład ZSRR. Gruzini opornie podchodzili do nauki tego języka, więc władze zdecydowały się wprowadzić w Gruzji język rosyjski jako urzędowy. 14 kwietnia 1978 roku obywatele wyrazili swój sprzeciw wobec decyzji władz sowieckich o ustanowieniu w tym kraju języka rosyjskiego językiem państwowym. W Alei Rustawelego w Tbilisi zebrały się dziesiątki tysięcy Gruzinów, którzy żądali od władz nadania językowi gruzińskiemu statusu języka państwowego. Obecnie 14 kwietnia w Gruzji obchodzony jest Dzień Języka Ojczystego.

### Ormiański
Językiem ormiańskim posługuje się ormiańska mniejszość, zamieszkująca graniczący z Armenią region nazywany Dżawachetią. Ormianie w tych stronach zazwyczaj nie znają języka gruzińskiego, ale znają rosyjski. Językiem „południowego sąsiada” w Gruzji posługuje się 3,9% ludności kraju.

## Języki turkijskie

### Azerbejdżański
Język azerbejdżański jest oficjalnie (po gruzińskim) drugim pod względem popularności językiem ojczystym w kraju – używa go 6,2% populacji, głównie azerska diaspora. Według spisu z 2004 roku było to 231 436 z 3 713 804 mieszkańców Gruzji. Język rozwija się ze względu na to, że do Gruzji napływają emigranci z Azerbejdżanu.

## Języki obce w Gruzji
W 2012 roku w jakimkolwiek stopniu język rosyjski znało 96% z 400 przebadanych osób w Tbilisi, a 66% z nich angielski. Błąd statystyczny w badaniu nie przekracza 4,8%.
| Stopień znajomości języka     | Angielski | Rosyjski |
| ----------------------------- | --------- | -------- |
| Biegle                        | 7%        | 36%      |
| Dobrze                        | 13%       | 29%      |
| Średnio                       | 28%       | 28%      |
| W stopniu podstawowym         | 17%       | 3%       |
| Brak jakiejkolwiek znajomości | 34%       | 4%       |

Lekcje języka rosyjskiego w gruzińskich szkołach publicznych przestały być obowiązkowe w 2006 roku. Do 2000 roku funkcjonowało w kraju 214 rosyjskojęzycznych szkół. Według danych jeszcze z 2004 liczba uczących się w nich Rosjan wynosiła około 7 tysięcy, a pozostałe 25 tys. uczniów było etnicznymi Gruzinami. W 2012 pozostały tylko dwie takie szkoły.
Po odzyskaniu przez Gruzję niepodległości język rosyjski – choć jego popularność, szczególnie wśród młodzieży, nieustannie malała – był jednak ciągle dominującym językiem w wielu szkołach. Jednak w odróżnieniu od niektórych byłych republik ZSRR, gdzie młodzież wciąż dąży do uzyskania wykształcenia w Rosji, w Gruzji w ostatnich latach zauważa się wzrost tendencji do studiowania w Europie i Stanach Zjednoczonych.
W 2012 roku 77% absolwentów szkół średnich zdawało egzamin z języka angielskiego, a tylko 14% z rosyjskiego. Najpopularniejszymi poza nimi był język francuski i niemiecki.